# Candida elateridarum
Candida elateridarum är en svampart som beskrevs av S.O. Suh & M. Blackw. 2004. Candida elateridarum ingår i släktet Candida, ordningen Saccharomycetales, klassen Saccharomycetes, divisionen sporsäcksvampar och riket svampar.   Inga underarter finns listade i Catalogue of Life.